# Чукі Хуіпа
Койя Чукі Хуіпа (Floruit — 1532 р.) — принцеса і королева, дружиною Койя, імперії інків у шлюбі зі своїм братом, Сапа Інка Васкара (правління 1527—1532 рр.).

## Раннє життя
Чукі Хуіпа була дочкою інків Вайни Капака та Рахуа Окло, а отже рідною сестрою Васкара. На момент смерті її батька в 1527 році вона, її мати і весь гарем її батька були з ним у Кіто. Її батько заповів свій трон своєму позашлюбному синові, її зведеному братові Атавальпі, але її законний повнорідний брат Васкар скасував заповіт, стратив катів свого батька та забрав трон собі. Тоді він наказав доставити свою матір, сестру та решту гарему до Куско, оскільки він бажав слідувати стародавньому звичаю одружуватися на своїй сестрі, щоб ще більше переконатися, що його власна кровна лінія буде цілком законною.

## Шлюб
Весілля мало певні труднощі. Рахуа Окло спочатку відмовилася дати свою згоду на нього, що було вирішальним для проведення церемонії. Зазначається, що її причиною було особисте невдоволення Васкаром і несхвалення того, як він стратив катів її покійного чоловіка. Повідомляється, що вона віддавала перевагу позашлюбному синові свого чоловіка, Атавальпі, який виховувався в її домі, перед Васкаром. Оскільки весілля було важливим для безперешкодного продовження престолонаслідування, це стало проблемою для Васкара. Врешті-решт Рахуа була змушена дати згоду, і весілля та коронація відбулися.

## Імператриця
Васкар вважав свого брата Атавальпу загрозою і наказав стратити багатьох придворних, оскільки вважав, що їхня вірність похитнулася. Атавальпа, який проживав в іншій частині імперії, був відсутній на коронації Васкара. Однак він відправив своїх вірнопідданих і речників з подарунками і привітаннями до імператриці та її матері в Куско, які люб'язно їх прийняли. Це наразило їх обох на підозри з боку Васкара, який припустив, що вони належать до опозиції і стали проти нього на бік Атавальпи. Як тільки гості пішли, Васкар влаштував сцену, увійшовши до аудієнції королеви і звинувативши Рахуа Окло в тому, що вона є головною радницею Атавальпи, а їх обох — у нелояльності. І Рахуа Окло, і її дочка заперечували звинувачення, і Васкар не зміг нічого проти них довести. Однак він наказав взяти їх під охорону і приставив до них шпигунів, які доносили про кожен їхній вчинок.
Імператриця дуже погано відреагувала на те, що її поставили в такі умови. Кажуть, що вона була настільки ображена тим, що її посадили під нагляд, що утримувалася від їжі вдень і приймала лише один раз вночі, щоб гарантувати, що шпигунам не буде про що доповідати, навіть про таку невинну діяльність, як їжа. Нові умови її життя також викликали депресію, і вона, як повідомляється, почала зловживати кокаїном, як для сну вночі, так і вдень. Погані стосунки між королівським подружжям були помічені і привернули увагу громадськості та погану рекламу. Коли Васкар стратив кількох членів посольства, яке Атавальпа відправив до нього в Кіто, останній член посольства, Кілако, звернувся до імператриці та її матері за допомогою. Коли між двома братами спалахнула громадянська війна, ситуація для імператриця та її матері стала ще складнішою. Коли Атавальпа втік з-під варти своїх братів, вони обидва, як повідомляється, були дуже близькі до того, щоб бути заарештованими і страченими.
1532 року Васкар зазнав поразки і потрапив у полон до армії Атавальпи, яка після битви при Кіпайпані публічно привезла його як полоненого до столиці Куско. Як повідомляється, при в'їзді до міста лоялісти Атавальпи назвали Рахуа Окло наложницею, а не королевою, щоб представити Васкара як незаконнонародженого. Незважаючи на це, Рахуа Окло підійшла до свого полоненого і поваленого сина і публічно дорікнула йому. Вона пояснила, що хоча він і її син, він заслужив своє нинішнє становище через те, що стратив послів Атавальпи, за всі свої злочини, а також за те, що безпричинно потягнув за собою всю свою сім'ю, в тому числі і її, і привселюдно дала йому ляпаса.